# 野口聖古
野口 聖古（のぐち せいこ、1981年1月13日 - ）は、日本の女優、声優、ナレーター。J.CLIP、リベルタ所属。静岡県出身。

## 出演作品

### テレビドラマ
- 小早川伸木の恋（2006年、フジテレビ） - 仁美 役
- がきんちょ〜リターン・キッズ〜（2006年、TBS） - 増子里美 役
- Ns'あおい スペシャル 桜川病院最悪の日（2006年、フジテレビ）
- ドラマスペシャル ぼくだけの☆アイドル（2007年、テレビ東京） - 胡桃 役
- 特急田中3号（2007年、TBS） - ひとみ 役
- エリートヤンキー三郎（2007年、テレビ東京） - 篠原若葉 役
- 3年B組金八先生・第8シリーズ 第13話「年上の女性のワナ」（2007年、TBS） - ティッシュ配りの女 役
- お台場探偵羞恥心 ヘキサゴン殺人事件（2008年、フジテレビ） - 羞恥心の追っかけ 役
- シークレット・ハネムーン 第4話「ネコミミ」（2012年、フジテレビTWO） - セツ子 役
- あぽやん〜走る国際空港（2013年、TBS） - 柳沢真理子 役
- 悪霊病棟（2013年、毎日放送） - 常磐舞 役
- 仮面ライダードライブ（2015年、テレビ朝日） - 三ノ輪麻里子 役
- ドクター調査班〜医療事故の闇を暴け〜（2016年、テレビ東京） - 水谷昌子 役
- シジュウカラ 第3話（2022年1月22日、テレビ東京） - 藤原ともり 役
- D&D〜医者と刑事の捜査線〜 最終話（2024年11月29日、テレビ東京） - 柴田香織 役
- キャスター 第6話（2025年5月18日、TBS） - 施設職員 役[1]
- 僕達はまだその星の校則を知らない 第6話（2025年8月18日、関西テレビ・フジテレビ） - 直木 役[2]

### テレビアニメ
- 遊☆戯☆王デュエルモンスターズ（2000年） - レオン・ウィルソン 役[3]
- こちら葛飾区亀有公園前派出所（2002年） - 勝一 役
- 愛してるぜベイベ★★（2004年） - 恩田恭子 役
- おねがいマイメロディ（2005年） - 山本博明 役
- おねがいマイメロディ 〜くるくるシャッフル!〜（2006年・2007年） - 山本博明 役、山本先生 役（第41話）
- 妖怪人間ベム -HUMANOID MONSTER BEM-（2006年） - 日影守 役

### ゲーム
- 帰ってきたサイボーグクロちゃん（2002年11月21日） - コタロー、ナナ

### 映画
- ラブ★コン（2006年） - シンイチの彼女 役
- 夜のピクニック（2006年）

### CM
- 日本デジタル研究所 JDL IBEX（2010年から継続中） - アイベックスボーイの声